# Géza Imre
Géza Imre (ur. 23 grudnia 1974 w Budapeszcie) – węgierski szpadzista, czterokrotny medalista olimpijski, wielokrotny medalista mistrzostw świata i Europy.
Wystąpił na  igrzyskach olimpijskich w Atlancie w 1996 roku, zdobywając indywidualnie brązowy medal. Lepsi okazali się jedynie Rosjanin Aleksandr Biekietow oraz Kubańczyk Iván Trevejo. Na tej samej imprezie był też szósty w zawodach drużynowych. Kolejny medal zdobył podczas igrzysk w Atenach w 2004 roku, wspólnie z Gáborem Boczkó, Ivánem Kovácsem i Krisztiánem Kulcsárem zajmując drużynowo drugie miejsce. Następnie był piąty drużynowo i dwunasty indywidualnie na igrzyskach w Pekinie w 2008 roku. Podczas igrzysk olimpijskich w Londynie w 2012 roku indywidualnie zajął dziewiątą pozycję. Brał też udział w igrzyskach w Rio de Janeiro w 2016 roku, gdzie Węgrzy w składzie: Géza Imre, András Rédli, Péter Somfai i Gábor Boczkó wywalczyli brązowy medal drużynowo. W rywalizacji indywidualnej zdobył srebrny medal, przegrywając w finale z Park Sang-youngiem z Korei Południowej.
Na mistrzostwach świata w Hadze w 1995 roku wywalczył brązowy medal w zawodach drużynowych. W tej samej konkurencji Węgrzy z Imre w składzie zdobywali następnie złote medale na mistrzostwach świata w Chaux de Fonds (1998), mistrzostwach świata w Nîmes (2001) i mistrzostwach świata w Budapeszcie (2013), srebrne podczas mistrzostw świata w Antalyi (2009) i mistrzostw świata w Katanii (2011) oraz brązowe na mistrzostwach świata w Petersburgu (2007), mistrzostwach świata w Paryżu (2010) i mistrzostwach świata w Kijowie (2012). Ponadto zwyciężył indywidualnie podczas mistrzostw świata w Moskwie w 2015 roku, w finale pokonując Francuza Gauthiera Grumiera.
Wielokrotnie zdobywał również medale mistrzostw Europy, w tym złote: indywidualnie na ME w Kijowie (2008) oraz drużynowo podczas ME Płowdiwie (1998), ME Izmirze (2006), ME Gandawie (2007), ME Płowdiwie (2009) i ME Lipsku (2010).
Jest mężem Beatrix Imre (wcześniej znana pod nazwiskiem Kökény), utytułowanej węgierskiej piłkarki ręcznej.